# Cotai

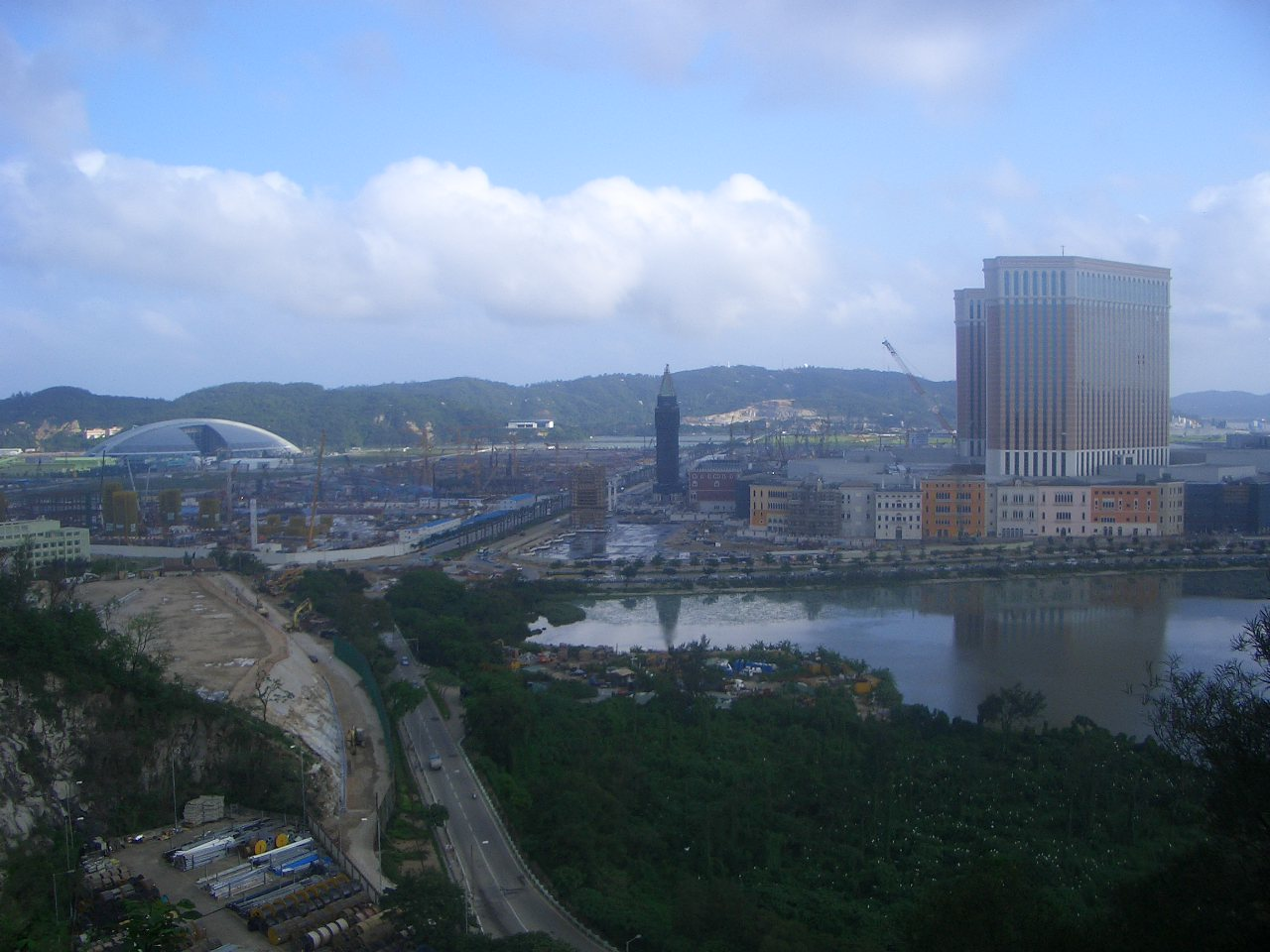
Cotai en 2007.

Cotai, en cantonais 路凼城, mot-valise formé de Coloane et Taipa, est un quartier  de Macao sur un terre-plein de 5,2 km2 de superficie gagné sur le Seac Pai Van situé entre les îles de Taipa et de Coloane, à Macao. Il n'a pas encore de statut administratif bien défini (elle sera peut-être attribuée à l'une des freguesias).

## Géographie
Cotai a été créé pour fournir à Macao une nouvelle zone de jeu et de tourisme depuis l'explosion de sa densité de population et la rareté des terrains. La bande de Cotai est le nom communément utilisé pour cette zone de Cotai, où les casinos et les hôtels sont actuellement en construction.
Le Galaxy divertissement's Waldo Grand Hôtel a été le premier casino à commencer ses opérations à Cotai, il a ouvert ses portes en mai 2006. La construction de nombreux autres projets de casino et d'hôtels est en cours. Le plus notable est celui du Las Vegas Sands avec « The Venetian » qui a ouvert ses portes le 28 août 2007.
En 2006, le nouvel hôpital MUST a été fondé dans cette zone, associé à l'Université de Science et Technologie de Macao.